# IPhone X
iPhone X (numărul roman „X” pronunțat „zece”) este un smartphone care a fost dezvoltat și comercializat de Apple Inc. Face parte din a 11-a generație a iPhone-ului. Disponibil pentru precomandă din 27 octombrie 2017, a fost lansat pe 3 noiembrie 2017. Denumirea iPhone X (sărind peste iPhone 9 și 9s) a fost făcută pentru a marca cea de-a 10-a aniversare a iPhone-ului.

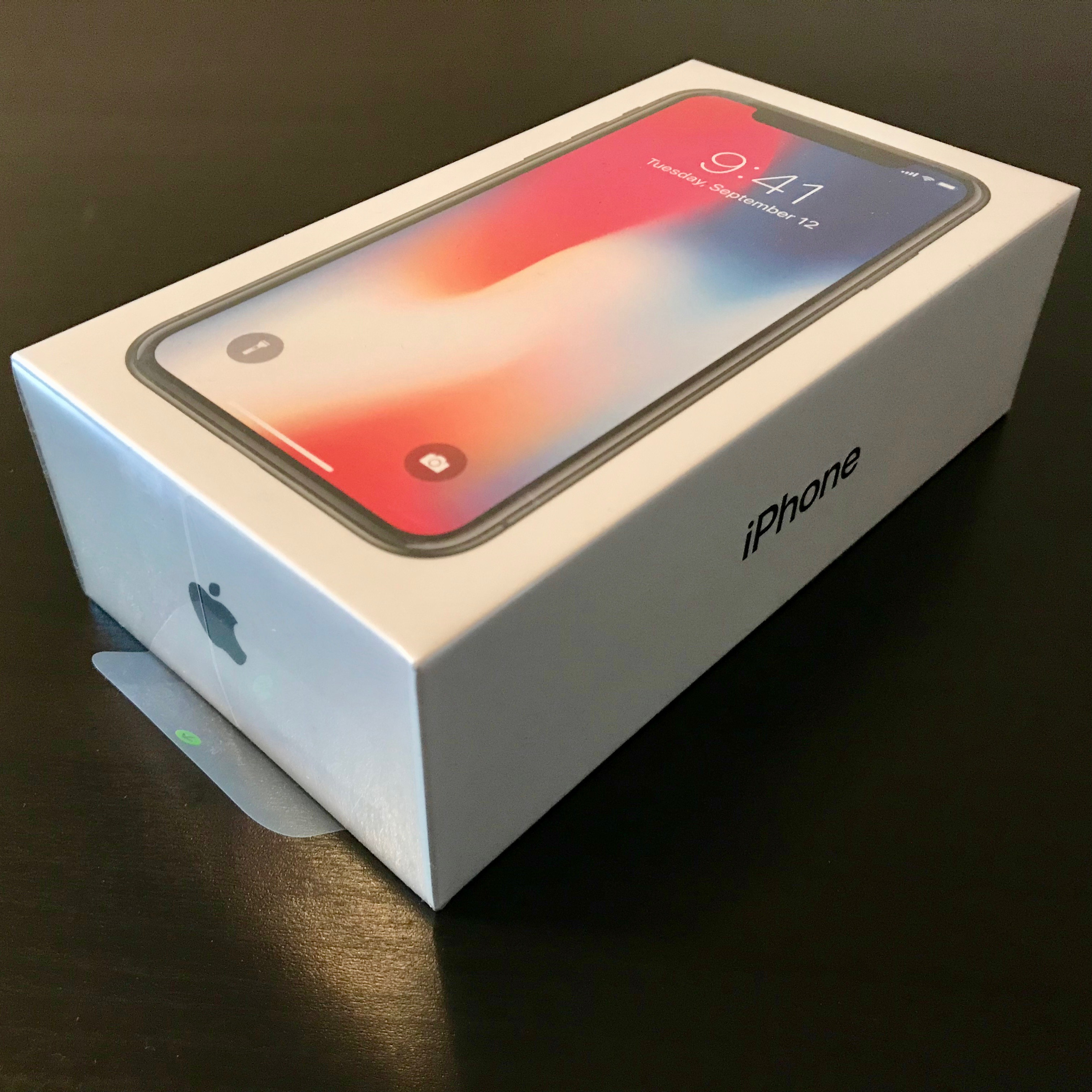
iPhone X în cutia specifică

A fost primul iPhone care a folosit un ecran OLED, sub denumirea de brand - display Super Retina HD. Senzorul de amprentă al butonului de pornire a fost înlocuit cu un nou tip de autentificare numit Face ID, care folosește senzori pentru a scana fața utilizatorului și a debloca dispozitivul. Această capacitate de recunoaștere a feței a permis, de asemenea, adaptarea emoji-urilor după expresia utilizatorului ( Animoji). Cu un design fără ramă, interacțiunea utilizatorului iPhone s-a schimbat semnificativ, folosind gesturi pentru a naviga prin sistemul de operare, mai degrabă decât butonul de pornire folosit în toate iPhone-urile anterioare. La momentul lansării sale în noiembrie 2017, prețul său de 999 USD l-a făcut și cel mai scump iPhone vreodată, cu prețuri și mai mari la nivel internațional, din cauza taxelor de import și adaosurilor comerciale locale suplimentare.
Împreună cu iPhone 6s, iPhone 6s Plus și iPhone SE (prima generație), iPhone-ului X i-a fost încetată producția pe 12 septembrie 2018, în urma anunțului dispozitivelor iPhone XS, iPhone XS Max și iPhone XR.